# Conrado Benitez
Conrado F. Benitez (Pagsanjan, 26 november 1889 - Quezon City, 4 januari 1971) was Filipijns schrijver, journalist en universiteitsbestuurder.

## Biografie
Conrado Benitez werd geboren op 26 november 1889 in Pagsanjan in de provincie Laguna. Hij was de vierde zoon van rechter Higinio Benitez en Soledad Francia en een jongere broer van Francisco Benitez. Hij studeerde na de Manila High School aan de Philippine Normal School, waar hij in 1906 als beste van zijn jaar afstudeerde. Aansluitend studeerde hij met een overheidsbeurs aan de University of Chicago in de Verenigde Staten, waar hij zijn master-diploma en zijn Ph.D behaalde. Tijdens zijn studietijd was hij tevens actief als waterpoloër en werd hij gekozen tot aanvoerder van het universiteitsteam. Terug in de Filipijnen won hij drie maal goud op de Verre Oosten Spelen van 1913 in Manilla.

Een gedenksteen bij het huis van Conrado Benitez

Na zijn terugkeer in de Filipijnen werd Benitez in 1912 benoemd tot docent economie aan de University of the Philippines (UP). in 1915 werd hij aangesteld universitair docent geschiedenis, economie en sociologie aan de UP. Kort daarna werd hij hoofd van de afdeling economie en weer later decaan van de faculteit Vrije Kunsten. In 1918 behaalde hij een Bachelor-diploma rechten aan de UP. Tevens was hij dat jaar oprichter en de eerste decaan van de faculteit Bedrijfskunde van de UP.
Enige tijd later nam Benitez ontslag en ging hij werken als redacteur bij het weekblad 'The Citizen'. Later was hij de eerste Filipijnse redacteur van de Philippine Herald. Benitez schreef ook diverse economische en historische boeken zoals: 'Economic Development of the Philippines', 'Philippine Progress Prior to 1898' en 'Stories of Great Filipinos'
Benitez was een van de afgevaardigden van de Constitutionele Conventie van 1934. Daar werd hij gekozen als een van de zeven wijze mannen die de definitieve versie van de Filipijnse Grondwet van 1935 moesten schrijven. Tevens was hij een van adviseurs van Manuel Quezon en stond daarbij voor een nationalistische aanpak, die moest leiden tot Filipijnse onafhankelijkheid en het weren van buitenlandse inmenging.
Benitez overleed in 1971 op 81-jarige leeftijd. Hij was vanaf 1912 tot zijn dood getrouwd met Francisca Tirona-Benitez en kreeg samen met haar drie kinderen: Helena, Tomas en Alfredo.